# عالی‌آباد (لامرد)
عالی‌آباد (لامرد)، روستایی از توابع بخش مرکزی شهرستان لامرد در استان فارس ایران است.

## جمعیت
این روستا در دهستان سیگار قرار دارد و بر اساس سرشماری مرکز آمار ایران در سال ۱۳۸۵، جمعیت آن ۳۷۶ نفر (۸۵ خانوار) بوده‌است.